# عدد بیجان
عدد بیجان(به انگلیسی: Bejan number) یک عدد بی بعد است که به افتخار دانشمند آمریکایی و استاد دانشگاه دوک آدریان بیجان(به انگلیسی: Adrian Bejan) نامگذاری شده‌است. دو عدد با این نام نامگذاری شده‌است. یکی در ترمودینامیک و دیگری در مکانیک سیالات.

## عدد بیجان در ترمودینامیک
عدد بیجان در ترمودینامیک از نسبتِ انتقال حرارت برگشت‌ناپذیری به برگشت‌ناپذیری کل حاصل می‌شود که در اثر انتقال گرما و اصطکاک سیال ایجاد می‌شود.
{\displaystyle Be={\frac {{\dot {S}}'_{gen,\Delta T}}{{\dot {S}}'_{gen,\Delta T}+{\dot {S}}'_{gen,\Delta p}}}}
در این رابطه:
{\displaystyle {\dot {S}}'_{gen,\Delta T}} آنتروپی ایجاد شده به وسیله انتقال گرما
{\displaystyle {\dot {S}}'_{gen,\Delta p}} آنتروپی ایجاد شده به وسیله اصطکاک سیّال.

## عدد بیجان در مکانیک سیالات وانتقال حرارت
در مکانیکِ سیالات و انتقال حرارت این عدد از اُفت فشار در طولِ کانال به طول {\displaystyle L} محاسبه می‌شود.
{\displaystyle Be={\frac {\Delta P.L^{2}}{\mu \alpha }}}
در این رابطه:
{\displaystyle \mu } ویسکوزیته دینامیک
{\displaystyle \alpha } نفوذپذیری حرارتی